# Sonate pour violon et piano no 3 d'Enesco
« dans le caractère populaire roumain »
Pour les articles homonymes, voir Sonate pour violon et piano.
La Sonate no 3 pour violon et piano en la mineur op. 25, sous-titrée « dans le caractère populaire roumain », est la dernière des trois sonates pour ce duo instrumental de Georges Enesco, composée en 1926. 

## Contexte
Il s'agit d'un des chefs-d'œuvre emblématiques du musicien, à mettre au même niveau que les sonates pour violon et piano de Béla Bartók, qu'elle surclasse d'ailleurs en lyrisme comme en naturel. Ses deux premières sonates étaient des compositions de jeunesse écrites en 1897 et 1899, soit plus de vingt-cinq ans avant sa troisième. Celle-ci est dédiée à Franz Kneisel. 
Comme l'indique son titre, bien que fortement inspirée du folklore roumain, cette sonate n'en est nullement une transcription mais une réinvention de l'intérieur. La démarche du musicien est donc différente de celle de l'écriture de ses Rhapsodies roumaines, qui étaient aussi de relative jeunesse. 
Georges Enesco emploie plusieurs caractéristiques « locales » dans sa partition : gamme chromatique, hétérophonie (léger décalage temporel des voix sans qu'on puisse réellement parler de canon), l'emploi privilégié de certains intervalles, l'utilisation de quarts de tons, etc. Il insiste sur le choix du terme « caractère » plutôt que « style » dans le titre de la sonate, soulignant par là son authenticité. La partition est extrêmement riche d'annotations pour le jeu du violoniste (coups d'archet, vibrato…), ce qui a fait affirmer à Yehudi Menuhin que « jouer la partition, c'est interpréter l'œuvre[réf. nécessaire] » ; l'ensemble laisse cependant une impression d'improvisation tout à fait à la manière « tzigane » (que l'on retrouve aussi dans son Caprice roumain pour violon et orchestre), sous-tendue par une écriture complexe.

## Structure
Elle comporte trois mouvements :
1. Moderato malinconico
2. Andante sostenuto e misterioso
3. Allegro con brio, ma non troppo mosso

L'exécution dure environ vingt-cinq minutes.